# Venere dormiente con amorini
Venere dormiente con amorini è un dipinto di Annibale Carracci realizzato nel 1602. La tela è conservata presso il Museo Condé di Chantilly.

## Storia del dipinto
Il dipinto venne realizzato per il palazzetto sito in Via Giulia che Odoardo Farnese fece costruire, come dépendance di Palazzo Farnese, volendo disporre di un luogo di ritiro e svago strettamente privato.
La decorazione di questa dimora, cui sovraintese Annibale Carracci, comprendeva sia un ricco apparato di affreschi – dovuti agli allievi di Annibale Domenichino e Lanfranco – sia delle tele, tra le quali, oltre alla Venere di Chantilly, un dipinto con Rinaldo e Armida dello stesso Annibale e il singolare Triplo ritratto di Arrigo peloso, Pietro matto e Amon nano di Agostino Carracci.
Della tela di Chantilly Giovanni Battista Agucchi, prelato ed amatore d'arte bolognese, amico di Annibale Carracci e grandissimo estimatore della sua pittura, scrisse una lunga ekphrasis in cui celebrò il dipinto come uno dei capolavori della pittura del suo tempo.
Seguendo la sorte dell'intera raccolta di opere d'arte dei Farnese, la Venere trasmigrò prima a Parma e poi a Napoli. Successivamente, sulla base di passaggi non ancora del tutto chiariti, l'opera approdò in Francia e venne donata al Museo di Chantilly.

## Fonti iconografiche

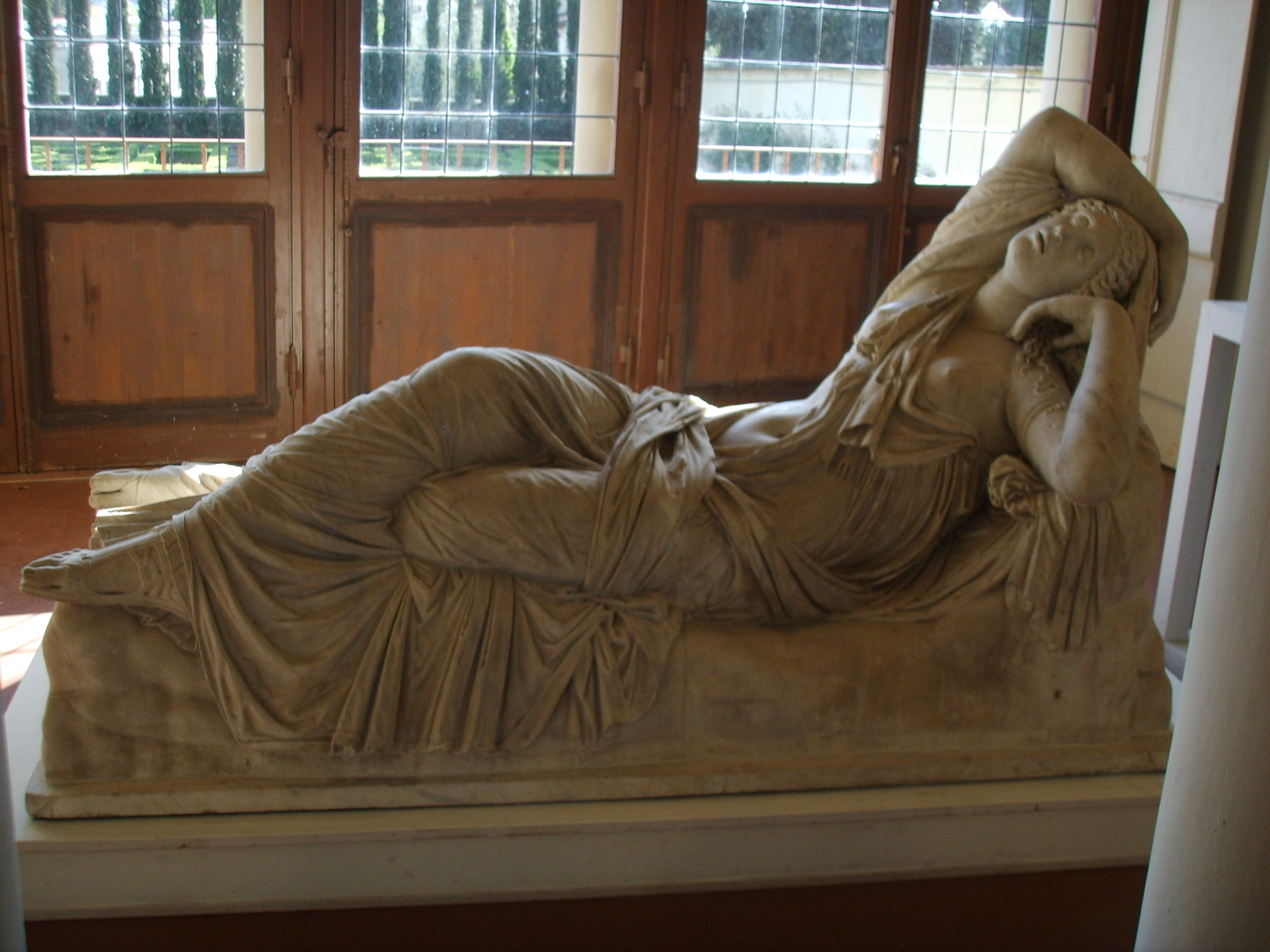
Arianna dormiente, III secolo d.C., Firenze, Uffizi

La fonte iconografica cui è stata associata la Venere dormiente di Annibale è lo scritto di Filostrato il Vecchio Immagini (Εἰκόνες) – risalente al III secolo a.C. –, che contiene una serie di descrizioni di dipinti (si ignora se reali o immaginari), tra i quali uno denominato Gli Amori (Libro I, n. VI).
Questa fonte verosimilmente non fu l'unica cui il Carracci si è rifatto. L’Immagine di Filostrato descrive solo il gioco degli amorini – con parole che, in effetti, coincidono con il dipinto di Chantilly, ad esempio il reciproco tirarsi di mele da parte di alcuni putti – ma, nell’Immagine del retore, Venere è fisicamente assente, sostituita da un simulacro dedicatole dalle ninfe.
La Venere dormiente che campeggia nella scena, ha probabilmente un'altra derivazione che alcuni studiosi hanno individuato nell'epitalamio di Claudiano dedicato alle nozze tra Palladio e Celerina (IV secolo d.C.).
Benché non tutto coincida, tra il componimento nuziale di Claudiano e la tela di Annibale vi sono significativi punti di contatto a partire dalla presenza di Venere che dorme in un ambiente silvestre mentre intorno a lei degli eroti raccolgono pomi per fargliene dono.
Anche i due putti che, sulla sinistra della tela, tirano all'arco verso un bersaglio al cui centro vi è un cuore, sono probabilmente un'allusione all'epitalamio per Palladio e Celerina. Infatti, alla fine del componimento si legge che: «[Venere] degli amori chiamò duo più valenti in tirar saette […] e armati di frecce intrise di puro miele entrambi si apprestano a ferir, della donzella e del giovane il core a un punto istesso».
Gli autori che ritengono gli affreschi della Galleria Farnese finalizzati alla celebrazione delle nozze tra Ranuccio Farnese e Margherita Aldobrandini ipotizzano che anche la Venere di Chantilly, derivante da un testo letterario dedicato ad una celebrazione nuziale, possa aver avuto la stessa funzione ed essere, quindi, un secondo epitalamio per le nozze Farnese-Aldobrandini.
Sul piano figurativo la Venere di Annibale forse riprende la statua di Arianna dormiente della collezione medicea, ora agli Uffizi, ma all'epoca di esecuzione del dipinto ancora a Roma. La Venere di Chantilly coincide per vari aspetti con l'Arianna medicea: la posizione a metà tra sdraiata e seduta, l'accavallarsi delle gambe, il modo di reclinare la testa appoggiandola su un braccio.
Altro riferimento figurativo seguito da Annibale è il dipinto di Tiziano Festa degli amorini, pure derivante da Filostrato. Anche questo dipinto, ora in Spagna, si trovava a Roma (dal 1598), nelle collezioni di Pietro Aldobrandini, cui verosimilmente Annibale ha avuto accesso.

## Descrizione e stile

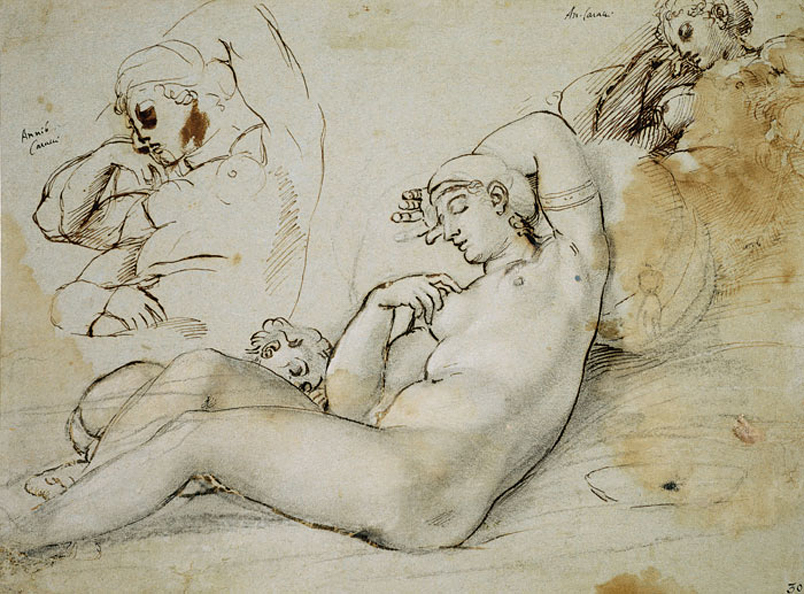
Annibale Carracci, Studio per Venere dormiente, 1602 ca., Francoforte, Städel Museum

Venere, dal nudo sensualissimo e scultoreo, di ascendenza classica, giace semidistesa su un sontuoso letto dai finissimi tessuti. Un panno prezioso, retto da un putto, fa da cortina per proteggerla dal sole.
Tutt'introno, un'ampia corte di vivacissimi amori, approfittando del sonno della dea, si abbonda ad ogni sorta di gioco. Annibale, come annotava l'Agucchi, è abilissimo nel renderci questi svaghi infantili con invenzioni di tenero umorismo. Molto efficace in questo senso è il gruppo in primo piano sulla destra della tela: come bambini che approfittano dell'assenza della mamma per compiere piccole marachelle, questi eroti si impossessano dei preziosi strumenti da toletta e degli indumenti della dea per scimmiottarne i gesti. Uno si arriccia raffinatamente i capelli, un altro indossa delle ciabattine in velluto cremisi, ovviamente troppo grandi per lui, e deve essere sostenuto, nell'incerto passo, da un suo compagno. Eguale effetto comicamente innocente si trae dalla scenetta al centro della tela in cui alcuni amori hanno aggiogato ad un carro le colombe di Venere e se ne fanno trasportare.

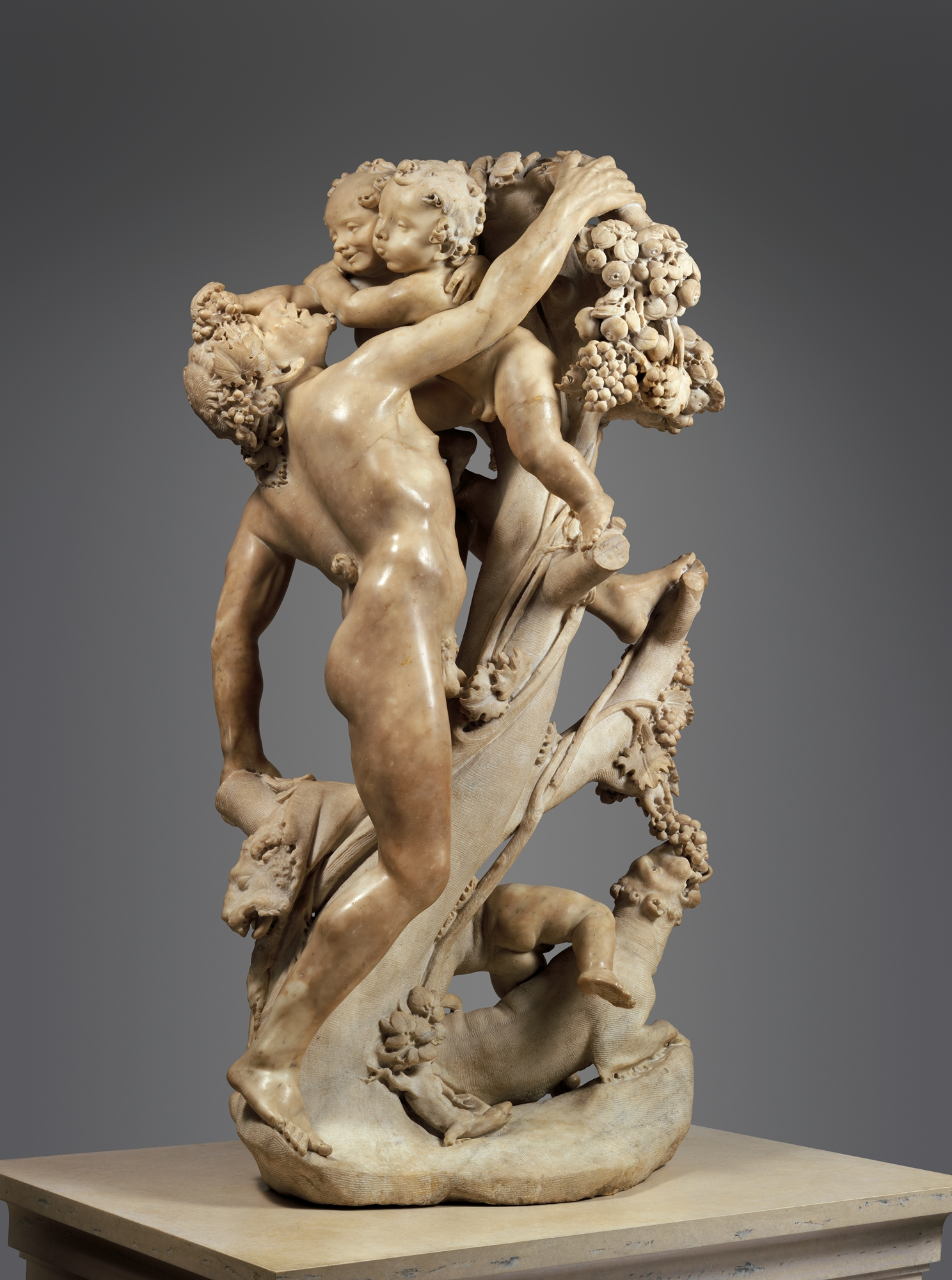
Gian Lorenzo e Pietro Bernini, Fauno molestato da cupidi, 1616 ca., New York, Metropolitan Museum

Tutta la scena si svolge in un ambiente silvestre che dà occasione ad Annibale per la raffigurazione di un profondissimo paesaggio digradante verso il mare (secondo il Bellori saremmo nell'isola di Cipro).
Ai riferimenti classici del dipinto si associano reminiscenze veneziane, evidenziate già dalla scelta del tema, quello della Venere dormiente, così caro alla pittura lagunare a partire dal capolavoro di Giorgione.
Un disegno preparatorio della tela si trova presso lo Städel Museum di Francoforte.
Benché la Venere di Chantilly sia stata già in antico uno dei capolavori più celebrati di Annibale Carracci non sono mancate, sia in tempi passati che di recente, visioni che ne hanno messo in dubbio, totalmente o parzialmente, l'autografia.
In particolare, alcuni studiosi, sia sulla base di alcune discrasie tra la descrizione dell'Agucchi e l'opera ammirabile al Museo Condé sia ravvisando nella tela alcune incertezze stilistiche, hanno proposto il nome di Innocenzo Tacconi (collaboratore del Carracci), foss'anche solo come colui che ha completato il dipinto, che in effetti Agucchi testimonia di aver visto non ancora finito. Si tratta di un'opinione non da tutti condivisa, trovando ancora seguito la tradizionale attribuzione ad Annibale (ribadita già da Donald Posner, verosimilmente il maggior studioso del Carracci, nel 1971), concedendosi al più la presenza di trascurabili apporti di bottega.
Un bel omaggio a quest'opera di Annibale venne reso dal giovane Bernini: nel suo Fauno molestato da cupidi (opera del 1616 ca., realizzata con il contributo del padre Pietro) i due putti che protendendosi da un arbusto sbeffeggiano il fauno sono ritenuti un'esplicita citazione di quelli che nella Venere di Chantilly si azzuffano sui rami dell'albero sulla sinistra della tela.